# Listner Pierre-Louis
Kennel Listner Pierre-Louis (ur. 31 stycznia 1989 w Montfermeil) – haitański piłkarz pochodzenia francuskiego występujący na pozycji pomocnika.

## Kariera klubowa
Pierre-Louis urodził się we francuskim mieście Montfermeil i w tym kraju rozpoczynał swoją piłkarską karierę. Początkowo był zawodnikiem juniorów Stade Brestois, skąd później przeszedł do drugoligowego Vannes OC. W Ligue 2 zadebiutował 29 maja 2009 w zremisowanym 1:1 spotkaniu z Clermont Foot. W sezonie 2008/2009 sensacyjnie dotarł z Vannes do finału Coupe de la Ligue, jednak nie potrafił sobie wywalczyć miejsca w pierwszym zespole. Występował wyłącznie w szóstoligowych rezerwach i okazyjnie był włączany do seniorskiej drużyny na mecze pucharu kraju i pucharu ligi. Po sezonie 2010/2011 awansował z rezerwami do piątej ligi, przy jednoczesnym spadku ekipy seniorów Vannes do Championnat National.

## Kariera reprezentacyjna
W 2011 roku Pierre-Louis znalazł się w składzie reprezentacji Haiti U-23 na turniej kwalifikacyjny do Igrzysk Olimpijskich w Londynie. Wystąpił wówczas we wszystkich trzech spotkaniach swojej drużyny, nie strzelając bramki i odpadł z nią już w rundzie wstępnej, nie awansując na olimpiadę.
W seniorskiej reprezentacji Haiti Pierre-Louis zadebiutował 5 maja 2010 w przegranym 0:4 meczu towarzyskim z Argentyną. Premierową bramkę w kadrze narodowej strzelił za to 2 września 2011 w wygranej 6:0 konfrontacji z Wyspami Dziewiczymi Stanów Zjednoczonych w ramach eliminacji do Mistrzostw Świata 2014, na które jednak Haitańczycy nie zdołali się zakwalifikować.